# Mendive
Mendive è un comune francese di 195 abitanti situato nel dipartimento dei Pirenei Atlantici nella regione della Nuova Aquitania.

## Società

### Evoluzione demografica
Abitanti censiti